# Zavalje
Zavalje je naseljeno mjesto u gradu Bihaću, Federacija Bosne i Hercegovine, BiH.
Nalazi se južno od Bihaća, a nekada je pripadalo Hrvatskoj, dok se na teritoriju Bosne i Hercegovine našlo nakon izmjena granice do kojeg je došlo nakon Drugog svjetskog rata.

## Stanovništvo

### 1910. – 1921.
Prema popisu stanovništva iz 1910. godine Zavalje se dijelilo na Zavalje koje je imalo 772 stanovnika, i Međudražje koje je imalo 351 stanovnika, ukupno je Zavalje imalo 1.133 stanovnika, od čega 1.074 Hrvata i 59 Srba.[nedostaje izvor]
Prema popisu stanovništva iz 1921. godine općina Zavalje (sela Veliki i Mali Skočaj, Međudražje, Zavalje, Veliki i Mali Baljevac) pripadala je kotaru Korenici i imala je 3.024 stanovnika, a od toga 2.565 Hrvata i 459 Srba.[nedostaje izvor]

### 1991.
Nacionalni sastav stanovništva 1991. godine, bio je sljedeći:
ukupno: 198
- Hrvati - 183
- Srbi - 7
- Jugoslaveni - 6
- ostali, neopredijeljeni i nepoznato - 2

### 2013.
Nacionalni sastav stanovništva 2013. godine, bio je sljedeći:
ukupno: 72
- Hrvati - 58
- Bošnjaci - 8
- Srbi - 1
- ostali, neopredijeljeni i nepoznato - 5

## Vanjske poveznice
- Satelitska snimka  Arhivirana inačica izvorne stranice od 22. ožujka 2021. (Wayback Machine)